# Deutsche Eishockey Liga 1999-2000
La Deutsche Eishockey Liga 1999-2000 fu la sesta stagione della Deutsche Eishockey Liga. Al termine dei playoff i München Barons si aggiudicarono il loro primo titolo della storia nella DEL, dopo aver acquisito la licenza dall'EV Landshut. In occasione della stagione 1999-2000 fu presentato un nuovo logo della lega.
Per questa stagione furono riproposti i playout, tuttavia i Moskitos Essen riuscirono a salvarsi grazie al ritiro dalla DEL degli  Starbulls Rosenheim.

## Stagione regolare
A differenza della stagione precedente si disputò un girone unico per tutte e 15 le formazioni, con un doppio turno di andata e ritorno, nel quale al termine dei 60 minuti regolamentari, in caso di pareggio, le squadre si affrontarono negli shootout. Le prime otto squadre si qualificarono ai playoff, mentre le altre disputarono i playout.

### Classifica
|                     | Pos. | Squadra                | Pt  | G  | V  | VOT | POT | P  | GF  | GS  | DR   |
| ------------------- | ---- | ---------------------- | --- | -- | -- | --- | --- | -- | --- | --- | ---- |
|                     | 1.   | Kölner Haie            | 114 | 56 | 33 | 2   | 11  | 10 | 217 | 144 | +73  |
| Germania (bandiera) | 2.   | München Barons         | 109 | 56 | 31 | 5   | 6   | 14 | 208 | 155 | +53  |
|                     | 3.   | Krefeld Pinguine       | 101 | 56 | 28 | 6   | 5   | 17 | 213 | 171 | +42  |
|                     | 4.   | Kassel Huskies         | 97  | 56 | 28 | 2   | 9   | 17 | 168 | 137 | +31  |
|                     | 5.   | Adler Mannheim         | 97  | 56 | 27 | 6   | 4   | 19 | 199 | 181 | +18  |
|                     | 6.   | Berlin Capitals        | 97  | 56 | 24 | 9   | 7   | 16 | 183 | 172 | +11  |
|                     | 7.   | Frankfurt Lions        | 92  | 56 | 24 | 8   | 4   | 20 | 190 | 175 | +15  |
|                     | 8.   | Augsburger Panther     | 87  | 56 | 25 | 5   | 2   | 24 | 175 | 166 | +9   |
|                     | 9.   | Hannover Scorpions     | 78  | 56 | 21 | 6   | 3   | 26 | 187 | 198 | -11  |
|                     | 10.  | Nürnberg Ice Tigers    | 75  | 56 | 23 | 2   | 2   | 29 | 169 | 179 | -10  |
|                     | 11.  | SERC Wild Wings        | 73  | 56 | 18 | 5   | 9   | 24 | 160 | 185 | -25  |
|                     | 12.  | SB Rosenheim           | 71  | 56 | 19 | 5   | 4   | 28 | 168 | 201 | -33  |
|                     | 13.  | Eisbären Berlino       | 70  | 56 | 21 | 2   | 3   | 30 | 181 | 193 | -8   |
|                     | 14.  | Revierlöwen Oberhausen | 51  | 56 | 10 | 9   | 3   | 34 | 141 | 201 | -60  |
|                     | 15.  | Moskitos Essen         | 48  | 56 | 13 | 3   | 3   | 37 | 128 | 229 | -101 |

Legenda:

      Ammesse ai Playoff
      Ammesse ai Playout
Note:

Tre punti a vittoria, due punti a vittoria dopo overtime, un punto a sconfitta dopo overtime, zero a sconfitta.

## Playout
| Pos. | Squadra                | Pt  | G  | V  | VOT | POT | P  | GF  | GS  | DR   |
| ---- | ---------------------- | --- | -- | -- | --- | --- | -- | --- | --- | ---- |
| 1.   | Hannover Scorpions     | 100 | 68 | 26 | 9   | 4   | 29 | 257 | 245 | +12  |
| 2.   | Nürnberg Ice Tigers    | 96  | 68 | 29 | 3   | 3   | 33 | 169 | 179 | -10  |
| 3.   | SERC Wild Wings        | 91  | 68 | 24 | 5   | 9   | 30 | 199 | 232 | -33  |
| 4.   | SB Rosenheim           | 90  | 68 | 23 | 5   | 8   | 31 | 213 | 244 | -31  |
| 5.   | Eisbären Berlino       | 83  | 68 | 25 | 2   | 4   | 37 | 230 | 256 | -26  |
| 6.   | Revierlöwen Oberhausen | 74  | 68 | 16 | 11  | 4   | 37 | 174 | 234 | -60  |
| 7.   | Moskitos Essen         | 58  | 68 | 15 | 5   | 3   | 45 | 167 | 282 | -115 |

Legenda:

      Retrocessione
Note:

Tre punti a vittoria, due punti a vittoria dopo overtime, un punto a sconfitta dopo overtime, zero a sconfitta.
I Moskitos Essen Sarebbero dovuti retrocedere in 2. Eishockey-Bundesliga, tuttavia i Starbulls Rosenheim trasferirono la loro licenza della DEL all'Iserlohner EC e si ritirarono per problemi finanziari. La questione arrivò in aula dove fu stabilito come i Moskitos potessero restare nella DEL.

## Playoff
|  | Quarti di finale | Quarti di finale   | Quarti di finale |                |                  | Semifinali     | Semifinali | Semifinali |  |  | Finale | Finale      | Finale |
|  |                  |                    |                  |                |                  |                |            |            |  |  |        |             |        |
|  | 1                | Kölner Haie        | 3                |                |                  |                |            |            |  |  |        |             |        |
|  | 8                | Augsburger Panther | 0                |                |                  |                |            |            |  |  |        |             |        |
|  | 8                | Augsburger Panther | 0                |                | 1                | Kölner Haie    | 3          |            |  |  |        |             |        |
|  |                  |                    |                  |                | 1                | Kölner Haie    | 3          |            |  |  |        |             |        |
|  |                  | 6                  | Berlin Capitals  | 0              |                  |                |            |            |  |  |        |             |        |
|  | 3                | 6                  | Berlin Capitals  | 0              | Krefeld Pinguine | 1              |            |            |  |  |        |             |        |
|  | 3                |                    |                  |                | Krefeld Pinguine | 1              |            |            |  |  |        |             |        |
|  | 6                | Berlin Capitals    | 3                |                |                  |                |            |            |  |  |        |             |        |
|  |                  |                    |                  |                |                  |                |            |            |  |  | 1      | Kölner Haie | 1      |
|  |                  |                    | 2                | München Barons | 3                |                |            |            |  |  |        |             |        |
|  | 2                | München Barons     | 3                |                |                  |                |            |            |  |  |        |             |        |
|  | 7                | Frankfurt Lions    | 2                |                |                  |                |            |            |  |  |        |             |        |
|  | 7                | Frankfurt Lions    | 2                |                | 2                | München Barons | 3          |            |  |  |        |             |        |
|  |                  |                    |                  |                | 2                | München Barons | 3          |            |  |  |        |             |        |
|  |                  | 4                  | Kassel Huskies   | 0              |                  |                |            |            |  |  |        |             |        |
|  | 4                | 4                  | Kassel Huskies   | 0              | Kassel Huskies   | 3              |            |            |  |  |        |             |        |
|  | 4                |                    |                  |                | Kassel Huskies   | 3              |            |            |  |  |        |             |        |
|  | 5                | Adler Mannheim     | 2                |                |                  |                |            |            |  |  |        |             |        |

### Quarti di finale
| Squadra 1        | Totale | Squadra 2          | Gara 1   | Gara 2 | Gara 3    | Gara 4 | Gara 5 |
| ---------------- | ------ | ------------------ | -------- | ------ | --------- | ------ | ------ |
| Kölner Haie      | 3 - 0  | Augsburger Panther | 4 - 2    | 4 - 2  | 5 - 3     |        |        |
| Krefeld Pinguine | 1 - 3  | Berlin Capitals    | 2 - 1    | 4 - 5  | 3 - 4 dts | 5 - 3  |        |
| München Barons   | 3 - 2  | Frankfurt Lions    | 2 - 3 dr | 5 - 0  | 3 - 0     | 3 - 5  | 4 - 1  |
| Kassel Huskies   | 3 - 2  | Adler Mannheim     | 3 - 1    | 0 - 4  | 0 - 2     | 7 - 1  | 7 - 2  |

### Semifinali
| Squadra 1      | Totale | Squadra 2       | Gara 1 | Gara 2 | Gara 3 | Gara 4 | Gara 5 |
| -------------- | ------ | --------------- | ------ | ------ | ------ | ------ | ------ |
| Kölner Haie    | 3 - 0  | Berlin Capitals | 2 - 1  | 5 - 1  | 4 - 1  |        |        |
| München Barons | 3 - 0  | Kassel Huskies  | 4 - 0  | 2 - 1  | 4 - 2  |        |        |

### Finale
| Squadra 1   | Totale | Squadra 2      | Gara 1 | Gara 2 | Gara 3 | Gara 4 | Gara 5 |
| ----------- | ------ | -------------- | ------ | ------ | ------ | ------ | ------ |
| Kölner Haie | 1 - 3  | München Barons | 5 - 3  | 2 - 3  | 0 - 3  | 3 - 4  |        |